# Municipio de Nogales (Veracruz)
El municipio de Nogales es un municipio ubicado en la región montañosa del estado mexicano de Veracruz. Su cabecera es la localidad de Nogales. El municipio es parte de la Zona metropolitana de Orizaba.
Se encuentra enclavado en un valle rodeado de montañas escarpadas y llenas de exuberante vegetación y en verano, época de lluvias, se tornan de un verde intenso.

## Toponimia
Su nombre proviene por las extensas nogaleras que en otros tiempos cubrían gran parte del territorio municipal.
Su nombre original (Oztoticpac) que viene del náhuatl que se divide en "Oztot" derivado de "Aostotl", que significa cueva y de "icpac" que significa "encima de". Por lo tanto significa "encima de la cueva".

## Geografía

### Localización
Se encuentra ubicado en la zona centro montañosa del Estado de veracruz, Ignacio de la Llave, en las coordenadas 18° 49” latitud norte y 97° 09” longitud oeste (para mayor exactitud, ver tabla anexa), a una altitud de 1,295 m s. n. m.

#### Límites Políticos
Limita al norte con Orizaba, Río Blanco; al este con Rafael Delgado; al sureste con Huiloapan de Cuauhtémoc; al sur con Camerino Z. Mendoza y Acultzingo; al oeste con Maltrata.
|                 | Norte: Orizaba y Río Blanco                                    |                      |
| Oeste: Maltrata |                                                                | Este: Rafael Delgado |
|                 | Sur: Camerino Z. Mendoza, Acultzingo y Huiloapan de Cuauhtémoc |                      |

Su distancia con respecto a la Ciudad de México es de 243 km, se ubica al sursudoeste de la capital del Estado, Xalapa, a una distancia por carretera de 200 km.

### Escudo
En 1970 se organizó un concurso con motivo del reconocimiento de villa a ciudad, organizado por el C. Carlos Bonilla, resultando ganador el C. Albertano Hernández, estableciendo el escudo oficial, el cual está conformado por: Dos árboles de nogal y un casco español (morrión), dos cañas a los lados, que significa que en esa época había un ingenio, se dice que fue el primer ingenio de América y tuvo dos nombres “El Ingenio” y “Los Nogales”. Nogales en tiempos actuales está representado por “Historia, Estudio, trabajo y progreso”. En el centro, las ondulaciones y abajo representan los veneros acuíferos que posee Nogales, en el centro, emergen dos divisiones que significan el agua que se distribuye a las dos ciudades que colindan con Nogales. Alrededor del pergamino hay 7 frutos de nogales (nueces), que representan las congregaciones que tiene Nogales.

### Himno Municipal
La letra y música del Himno Municipal de Nogales Veracruz fue compuesto por el maestro de música José Juan Mota Pérez durante el año 2023.

#### Letra
| Manantial de agua fresca y transparente, Un lienzo de colores sin igual. Las sonrisas de los niños y su gente, Nogales es un tesoro natural. La experiencia de las voces de los obreros Que nos narran la historia del lugar, Nos reafirma el camino transitado, Es el canto que debemos entonar. Juventud, lucha, Este es tu lugar, Donde día a día Hay que progresar. Lugar mágico De lado a lado está, Centinela eterno De la libertad. Musas que habitan en el rincón de las doncellas, Con sus hijos de plata nos inspirarán. Una roca que recuerda una leyenda, De un águila que vuela en libertad. Un espacio donde el aire pasa alegre, Con los cerros rebosantes de verdor. El camino que nos marca ya la historia, Nogales es un lugar magnífico. Juventud, lucha, Este es tu lugar, Donde día a día Hay que progresar. Lugar mágico De lado a lado está, Centinela eterno De la libertad. |

### Composición política
Las comunidades más importantes, atendiendo a su población son:

- Nogales (Centro Urbano - Cabecera Municipal) con 21,196 habitantes.
- Agrícola Lázaro Cárdenas con 2,067 habitantes.
- Cecilio Terán con 1,547 habitantes.
- Taza de Agua Ojo Zarco con 1,107 habitantes.
- La Rosa con 648 habitantes.
- Fernando López Arias.
- El Encinar.
- Libertad.
- Palo Verde.
- Proquina.
- Paseo Nuevo.
- Ojo Zarco.
- Las Arboledas.
- Rancho Viejo.

### Demografía
Según resultados del censo 2010, esta es la Población de Nogales:
| Total Población | Hombres | Mujeres | Densidad(km²) | Viviendas Habitadas |  |
| --------------- | ------- | ------- | ------------- | ------------------- |  |
| 34,681          | 16,601  | 18,080  | 538.2         | 8,904               |  |

## Fisiografía
Provincia
Subprovincia
Sistema de topoformas
Sierra Madre del Sur (100%)
Sierras Orientales (100 %)
Sierra de cumbres tendidas (86 %) y Valle de laderas tendidas (14 %).

## Historia

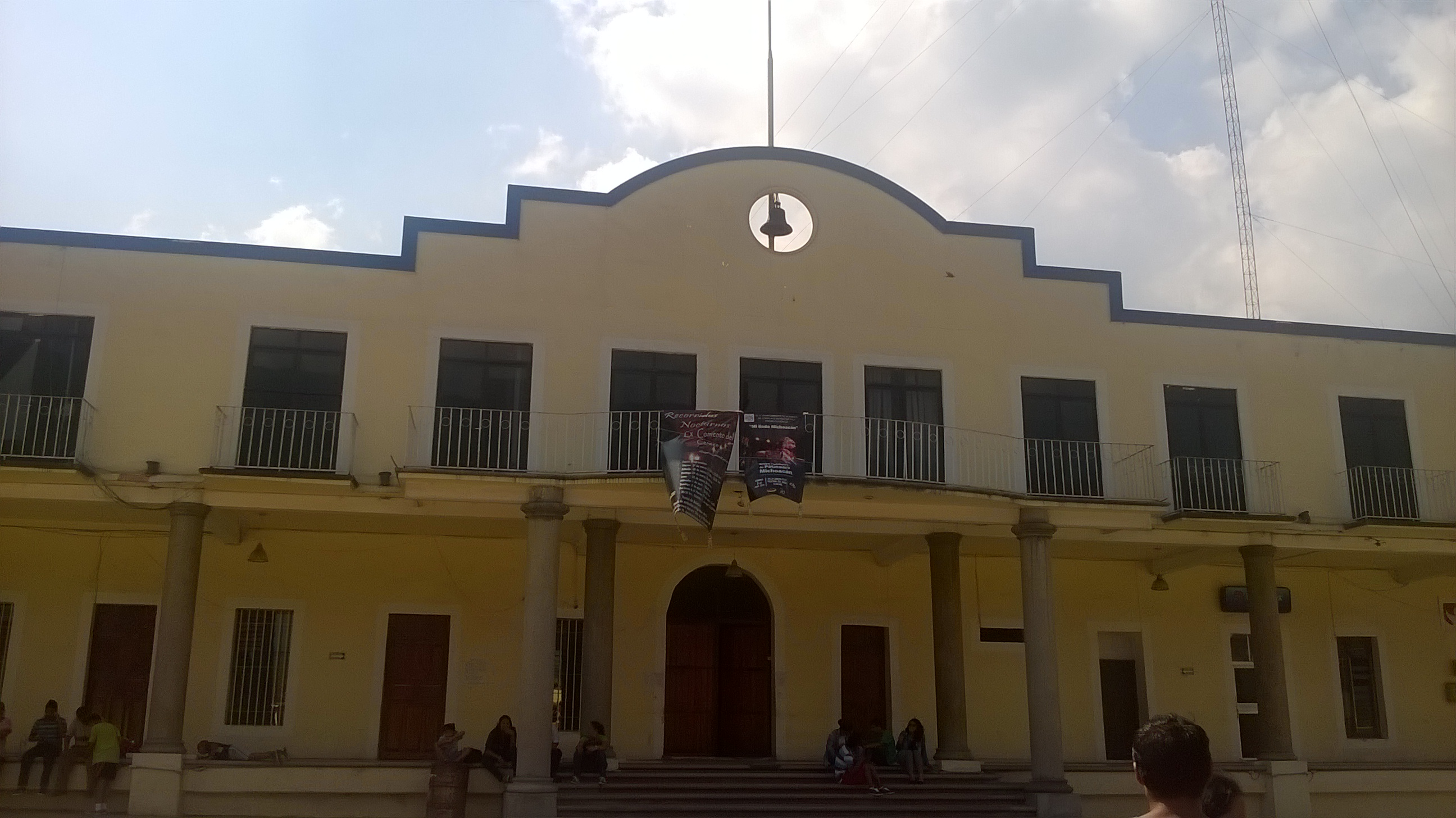
Presidencia Municipal

### Cronología histórica
- 1450. Oztotipac, junto con varias poblaciones indígenas del actual territorio veracruzano; fue conquistado por el emperador azteca Moctezuma Ilhuicamina hacia el año de 1450, dicha conquista ha sido citada en las crónicas de Tezomoc, Ixtlixochitl, Pablo Nazareno y también en el códice Mendocino.

- 1524. El soldado español Ojeda el Tuerto, participante de la conquista, recibe en encomienda el territorio de Oztotipac, por orden de Hernán Cortés, probablemente él introdujo la caña de azúcar en este lugar e inició el Trapiche o Ingenio, (según algunos historiadores el primero en México y América). Por ello se dice que los españoles establecieron ahí uno de los primeros ingenios de azúcar, denominándole ingenio de San Juan Bautista Nogales.
- 1542. El virrey Antonio de Mendoza, adquiere la zona y funda un molino de caña de azúcar, considerado uno de los primeros de la Nueva España.[5]

- 1627. Se nombra primer conde del Valle de Orizaba y vizconde de San Miguel, a Rodrígo de Vivero y Aberrucia, heredero del ingenio de los Nogales y señor de Tecamachalco, por el rey Felipe IV de España, por sus muchos méritos.

- 1721. Nogales se constituyó en “República de Indios”, incluyendo los barrios de Huiloapan y Tenango, además de ciertas extensiones de los arrededores, quedaron subordinados a Nogales la Hacienda de Tacamalucan, El Encinar y los Ranchos de Ojo Zarco y Santiago.

- 1812. El 28 de octubre, el generalísimo Morelos en la Independencia, estando estacionados en la ciudad de Tehuacán, decide y toma por sorpresa el Ingenio de Nogales, encontrando mínima resistencia, pasa la noche en él, y se prepara con más de 10,000 hombres, el ataque a fuerzas realistas en Orizaba, al día siguiente.

- 1879. Nace Heriberto Jara Corona, quien posteriormente se convertiría en Gobernador del Estado y Primer Secretario de Marina.

- 1862. El 14 de junio el General Zaragoza, pone su cuartel en el Ingenio de los Nogales, preparando las fuerzas invasoras de Francia, estacionadas en Orizaba.

- 1907. El día 7 de enero caen en Nogales los primeros mártires, acribillados por las fuerzas federales enviadas por el General Porfirio Díaz, esto en el antiguo frontón, horas más tarde otros obreros nogalenses son acribillados en la curva, gesta de los trabajadores textiles en contra de la explotación laboral y el abuso de poder de los empresarios franceses. Hechos precedentes a la Revolución de 1910.

- 2003. El 5 de junio en la región baja del pico de Orizaba, se desencadenó una serie de fuertes lluvias cuya escurrentía se acumuló en la corriente fluvial del Río Chiquito, que pasa por el territorio municipal. Esto provocó una barrancada y desbordamiendo de dicho río y a su vez una inundación en toda la región. Además la fuerte corriente causa la fisura de un ducto de transporte de combustible de la paraestatal PEMEX, ocasionando una fuerte explosión. El líquido que se derramó tras la fisura del ducto, se mezcló con el afluente, que contaminó el manantial Laguna de Nogales al pasar por la zona. Afectó severamente la flora y fauna locales, muchos ciudadanos voluntarios, trabajaron durante el día y la noche rescatando familias que estaban atrapadas en sus hogares. En el acto se presentó la Secretaría de la Defensa Nacional (SEDENA) con el operativo militar Plan DN-III-E. Su participación fue imprescindible para apoyar con alimento y ropa a los ciudadanos que quedaron sin viviendas. Durante más de una semana se realizaron trabajos para limpiar las calles y los hogares del lodo contaminado con el líquido derramado por los ductos, La cadena de eventos deja como saldo miles de damnificados y una cantidad hasta la fecha indeterminada de muertos, debido al hermetismo de las autoridades. Aunque es evidente la posibilidad de otra avalancha que desencadene los mismos daños, las autoridades competentes no han siquiera terminado de reparar los daños causados por el siniestro.[6]

- 2007. En la madrugada del 10 de septiembre un grupo de insurrectos del Grupo EPR, cobijados por la oscuridad de la noche, se introducen en una instalación de Pemex que se ubica en la congregación de Balastrera, y colocan explosivos, causando una gran explosión que produce llamaradas de fuego que alcanzan los 100 m de altura, y suspendiéndose el tráfico de la autopista México-Orizaba en el Tramo de Balastrera, así también, del bombeo de combustible por el gasoducto, causando por dos semanas serios problemas de abastecimiento en la zona centro del país.

- 2013. abril de 2013. El alcalde panista en funciones Joel Cebada Bernal fallece víctima de una infección severa. Es el segundo en la historia de Nogales en fallecer en funciones después del alcalde Julio López Figueroa quien murió de un infarto en 1993. Le sucedió en el cargo Eloy Enríquez Merino.[7]

## Cronología de los Presidentes Municipales
- Ezequiel Plauchu Muñoz 1955-1958 PRI
- Roberto Rivas Velásquez 1958-1961 PRI
- Celso Vázquez Castillo 1961-1964 PRI
- Francisco Merino Ortega 1964-1967 PRI
- Ángel Santos Ponce 1967-1970 PRI
- Carlos Bonilla Sánchez1970-1973	PRI
- Arturo Sánchez Flores 1973-1976	PRI
- Guillermo Pérez Sánchez 1976-1979	PRI
- Luis Huerta Martínez 1979-1982	PRI
- Maximino Alvarado Montiel 1982-1985	PRI
- Fortunato Flores García 1985-1988	PRI
- Aquiles Alvarado Hernández 1988-1991	PPS
- Julio López Figueroa 1991-1992 PRI
- Cayetano Olan Torruco 1992-1994	PRI
- Carlos Vásquez Avendaño 1995-1997	PRI
- Manuel H. Carranza Aguilar 1998-2000	PAN
- Guillermo Mejia Peralta 2001-2004	CAFV
- Gerardo Lagunes Gallina 2005-2006	PRI
- Marcelo Aguilar López 2006-2007       PRI
- Miguel Romero Retana 2008-2010	CAFV
- Joel Alejandro Cebada Bernal 2011-2012	PAN
- Eloy Enríquez Merino 2012-2013    PAN
- Antonio Bonilla Arriaga 2014-2017 PAN
- Guillermo Mejia Peralta 2018-2021 PRI-VERDE
- Ernesto Torres Navarro 2022-2025 (PVEM-MORENA-PT)

## Actividad económica
Principales sectores, productos y servicios

### Agricultura
El municipio cuenta con una superficie total de 6,077.694 hectáreas, de las que se siembran 2,608.724 hectáreas, en las 1,023 unidades de producción. Los principales de productos agrícolas en el municipio y la superficie que se cosecha en hectáreas es la siguiente: maíz temporal 240, total 245.00 y frijol 1.75, café 55. En el municipio existen 454 unidades de producción rural con actividad forestal, de las que 197 se dedican a productos maderables.

### Ganadería
Tiene una superficie de 545 hectáreas dedicadas a la ganadería, en donde se ubican 688 unidades de producción rural con actividad de cría y explotación de animales.
Cuenta con 614 cabezas de ganado bovino de doble propósito, además de la cría de ganado porcino, ovino y caprino. Las granjas avícolas tienen cierta importancia.

### Industria
En el municipio se han establecido industrias en las cuales encontramos 2 pequeñas, 1 mediana y 5 grandes; es importante mencionar que dentro de estas hay 1 con calidad de exportación encontrando 1 PITEX. Destacando la industria de fabricación de equipo médico, envases de vidrio, de cubetas, filamento de polipropileno y maquiladoras de ropa.

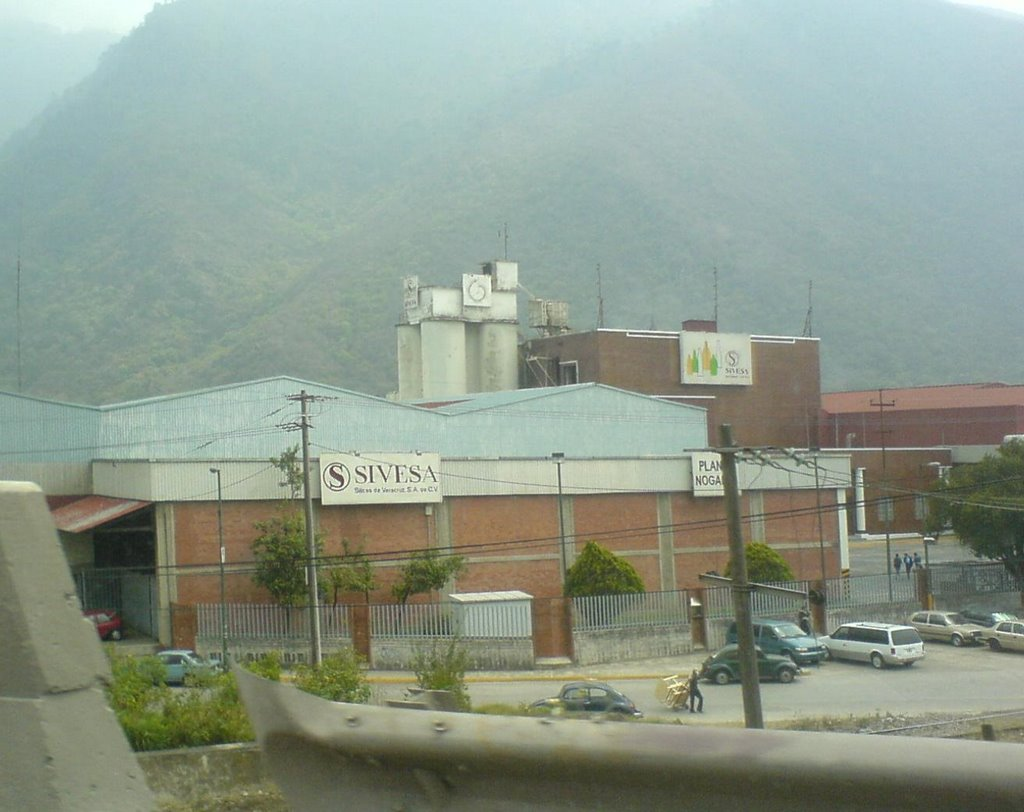
Fábrica SIVESA en Nogales

### Comercio
Su comercio cuenta con 264 establecimientos que producen 14,058 miles de pesos de ingreso total anualizado, se emplean 388 trabajadores en esta actividad, con remuneraciones totales al año de 1993, 462.9.

### Servicios
En el municipio se brindan servicios de 3 hoteles.

## Cronología
- 1910 El pueblo de Nogales, se eleva a la categoría de Villa.
- 1971 La Villa de Nogales, obtiene la categoría de Ciudad.

## Información geográfica y ecosistemas

### Orografía
El municipio se encuentra ubicado en la zona centro montañosa del estado.

### Hidrografía
Se encuentra regado por el río Nogales del lado sur, tributario del río Blanco y del río Chiquito del lado norte.

### Clima
Su clima es templado-húmedo-regular con una temperatura promedio de 12 °C; su precipitación pluvial media anual es de 2.080 mm. Aunque su clima varía de acuerdo a la época del año en que se encuentra, así en primavera la temperatura máxima puede llegar por arriba de los 32 °C, en invierno la temperatura mínima puede llegar a los 0 °C. Además en esta época del año se caracteriza por el clima frío y días con abundante niebla y una llovizna ligera y persistente.

### Principales ecosistemas
Los ecosistemas que coexisten en el municipio son el de bosque de pináceas con poblaciones de pino y encino, donde se desarrolla una fauna compuesta por poblaciones de conejos, ardillas, tlacuaches, mapaches, zorras y aves.

### Recursos naturales
Su riqueza está representada por minerales como el dolomita, arena, arcilla y piedra.

### Características y uso del suelo
Su suelo es de tipo acrisol y renolzina, el primero es ácido pobre en nutrientes y susceptible a la erosión, el segundo es rico en material en materia orgánica, con moderado susceptibilidad a la erosión. Se utiliza en porcentaje mínimo a la agricultura y ganadería.

## Tradición y cultura

### La Rama
Se adorna una o varias ramas frondosas, de cualquier árbol (pueden ser distintos). Los adornos pueden ser faroles de papel o de cáscara de naranja, cadenas de papel de colores, globos, una Imagen de la Virgen de Guadalupe, etc.; de manera similar al Árbol de Navidad.
A diferencia del árbol de Navidad, la Rama no se deja plantada en un lugar específico, sino que se realiza una procesión, por parte de la comunidad que la elaboró para que recorra el barrio, en compañía de algunos amigos, familiares y vecinos de aquellos quienes la elaboraron.
Dicha procesión se realiza en la noche, a través de las varias casas hasta llegar a la que ha sido elegida para improvisar la fiesta, en la que hay dulces típicos y piñatas. En el trayecto se pide un pequeño aguinaldo y se cantan versos.
La rama se canta del 16 al 24 de diciembre, simulando los nueve días que la Virgen María pide posada para dar a luz a Jesucristo.

### El viejito
La noche previa (30) y la misma noche de fin de año (31) salen a la calle un grupo de personas, ataviados de disfraces, y en especial uno de ellos del sexo masculino, caracterizado de una persona anciana, cansada y a veces imitando algún malestar de salud (tos) y cantando de casa en casa versos en alusión del año que termina, solicitan "... una limosna para este pobre viejo", recibiendo de los domicilios visitados frutas de la temporada, dulces o monedas.

## Gastronomía
La comida es una mezcla de influencias de españoles con tradiciones indígenas, pero tradicionalmente, solo antijitos mexicanos son típicos de nogales, y en si es solo característicos de la región de Orizaba (que comprende los municipios de Cd. Mendoza, Nogales, Río Blanco y Orizaba), los cuales son:
- Gorditas: son hechas de masa de maíz nixtamalizado rellenas con frijoles negros resecos dándoles forma de tortilla, pero más gruesas, ya sea con la mano o con una herramienta especialmente para realizar tortillas; posteriormente se fríen en aceite o manteca de cerdo en un comal. Después de freídas se sirven esponjadas, y se les agrega crema de leche de vaca, salsa roja (aderezo hecho con jitomate y chile) o verde (tomate y chile), y espolvoreadas de queso.

- Chileatole: es una especia de caldo, con consistencia: espesa, debido a que se le agrega masa de maíz, además se le agrega granos de elote (maíz), chile y algún cárnico (pollo, res, puerco, cabra o camarón). Se sirve caliente en un tazón agregándole mayonesa, queso en polvo y limón.

- Tacos de cabeza al vapor: Para quienes tienen el don de degustar unos exquisitos tacos de cabeza, los más famosos tacos de la región están en Nogales, son ya toda una trayectoria con más de 30 años teniendo la misma sazón desde el sabor de la carne acompañados de esa salsa verde que los hace aún más especiales, ya que desde 1980 conservan el mismo sabor y su mayor representante es quien inició este negocio el Sr. Jesús Ramírez Pineda (Don Chucho) y esperemos que nos dure otras décadas más y seguir disfrutando de estos exquisitos tacos ubicados en la esquina de la exfamosa carnicería sangre y arena.

## Turismo
Nogales recibe turismo de la región y a veces de los estado de Puebla, Tlaxcala y de la Ciudad de México, básicamente los visitantes centran su atención en los dos balnearios con los que cuenta el municipio, los cuales son:

### La laguna
Al pie del cerro de la Capilla, dentro de la zona urbana, se encuentra una laguna de aguas frías, cuenta con vestidores, además comerciantes que ofrecen comida principalmente; el agua es cristalina y de color verde esmeralda, está rodeada de árboles. Su época de más visitantes es la de calor (primavera-verano), principalmente en el periodo de Semana Santa.

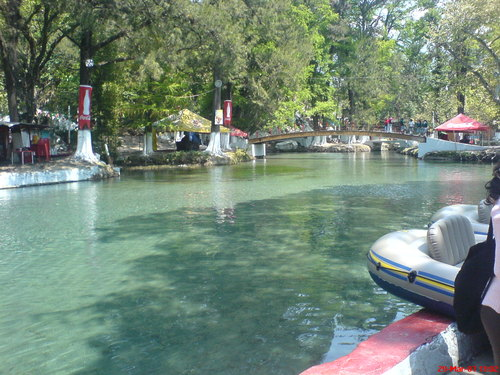
Laguna nogales

### Rincón de las Doncellas
Presa ubicada en la congregación de Ojo Zarco, donde en la represa así como en riachuelos, se puede practicar la natación. Su época de más afluencia de visitantes es la de calor (primavera-verano) que coincide con la celebración religiosa de Semana Santa. También cuenta con canchas de futbol así como un campo de béisbol.

### Cañón de la Carbonera
Es el más equipado de la República Mexicana con 26 cascadas para la práctica de Cañonismo, catalogado como un nivel de dificultad 3BRV (según graduación de la ACA), cuenta con cascadas, desfiladeros, toboganes, áreas para escalar y rapelear.
Cascada de 25 m ubicada dentro del cañón de la carbonera denominada “velo de novia” por su forma, ubicada a 80 m delante de los hilitos de plata, es la segunda cascada del centro de nogales hacia boca del toro y las más bella e impresionante.
Es la primera cascada del centro de Nogales hacia boca del toro de aproximadamente 92 m de caída desde la comunidad de Palo verde, hacia el cañón de la carbonera y máximo atractivo a través de los años para visitantes y turistas.
Descenso en una bella doble cascada
Descendiendo en las cascadas
Cascada de 18 m vive la emoción de descender en las caídas de estas gélidas aguas de menos de 12 °C en promedio la mayor parte del año.

### Festival de la Laguna de Nogales
Se lleva a cabo el Domingo de Ramos, comienza con un Gran Desfile con carros alegóricos y grupos de Baile de la región, después del desfile se puede disfrutar del Balneario donde hay juegos mecánicos, eventos culturales, lucha libre, torneos deportivos, bailes, antojitos, artesanías, donde la principal son las esculturas de papel china cristalizado que son artesanías originarias de Nogales y mucho más.
Es una semana llena de fiestas, donde cada noche hay grupos musicales, comediantes, bailables y eventos todo el día con las Familias que llegan al balneario, es un ambiente lleno de fiesta para toda la familia.
El Festival termina el Sábado de Gloria, donde se sierra con un rodeo y cantantes del Género Grupero.

### Turismo de aventura
Por la zona en la que se ubica el municipio, un valle de montañas escarpadas, tiene diferentes áreas para realizar actividades de aventura como: rápel, tirolesa, escalada, senderismo, espeleismo y así también realizar paseos de tipo ecoturístico. Además de contar con bellas vistas de la montaña más alta de México, el pico de Orizaba (Citlaltépetl).

## Monumentos históricos
Además de los balnearios, Nogales cuenta con monumentos históricos, como lo son:

### Iglesia de San Juan Bautista
Portada de dos cuerpos y acceso con arco de medio punto, flanqueada por columnas de capitel corintio, relieves fitomorfos en las entrecalles y enjutas; cuenta con dos torres de tres cuerpos. Interior con planta de tres naves o basilical, coro y sotocoro, bóveda de cañón corrido; sobresalen tres retablos neoclásicos.

### Templo de San Pedro de Maltrata
Este templo no pertenece al municipio de Nogales, Veracruz, sino al de  Maltrata, Veracruz.

## Vías de comunicación

### Carreteras
Nogales se encuentra comunicado con la Cd. de México por medio de la Autopista México-Veracruz, carretera de 4 carriles, transitable todo el año. Con Veracruz por medio de la misma vía; con la Capital del estado Xalapa se llega a Fortín de las Flores, transitando por la autopista, para tomar la Carretera Xalapa-Fortín de la Flores, Carretera angosta de 2 carriles, que transita por zona de montaña, transitable todo el año, pero en época de invierno, se debe de tener precaución por la neblina, y por lo angosto del camino, dicha vía de tránsito pasa por Coscomatepec (municipio famoso por su comunidad francesa) y Huatusco.

### Televisión
No hay estaciones de televisión propiamente dicho, pero en el "Cerro de la Capilla" se encuentran estaciones retrasmisoras de las Cadenas Nacionales de Televisión: Televisa (canales: 2, 5, Galavision y Telever) y TV Azteca (canales: Azteca 7 y Azteca 13). Además cuenta con el servicio de televisión por cable, proporcionado por la empresa de Cable local.

### Radio
No hay estaciones de radio que transmitan desde la Ciudad, pero las señales de otras estaciones del estado como las de Veracruz, Orizaba y Córdoba son captadas prácticamente desde cualquier parte del municipio.

### Teléfono
El Municipio cuenta con el servicio de telefonía, residencial y comercial, proporcionado por la empresa Telmex; además de contar con 11 oficinas postales y 1 de telégrafos. El servicio de telefonía celular también es cubierto por estaciones transmisoras ubicadas en el "Cerro de la Capilla". Dichas estaciones son de las empresas Telcel, Iusacell y Movistar; Además el Servicio de Nextel está disponible en el Municipio.

### Internet
El servicio de Internet se proporciona por medio de diferentes compañías de telecomunicacion las cuales son. Totalplay, telmex, izzi, Ugi.

## Educación
Existen diversos planteles a nivel preescolar y primaria, tanto en la cabecera municipal como en la congregaciones del municipio. En el nivel de secundaria existe la Secundaria "Francisco Javier Clavijero" que se fundó en el año de 1972. En el nivel bachillerato se ubica un plantel del colegio de bachilleres del estado de Veracruz (COBAEV) en la cabecera municipal.
La única institución de educación superior era el plantel de la Facultad de Contaduría y Administración de la Universidad Veracruzana, pero la UV construyó nuevas instalaciones para su Campus Córdoba-Orizaba, las cuales se encuentran en la población de Ixtaczoquitlan, por lo que una de las primeras facultades que se cambiaran a las nuevas instalaciones será dicha institución.
Cabe mencionar, que desde el año 2007, se instaló en la Ciudad de Nogales, Ver., el Instituto Veracruzano de Educación Superior (I.V.E.); actualmente, el Instituto cuenta con 5 licenciaturas de nivel Superior y una matrícula cercana a los 250 alumnos. Posterior a la mudanza de la oferta académica de la U. V. a su nuevo Campus, Nogales no dejará de contar con Educación de Nivel Superior; el citado I.V.E. quedará en la ciudad como una oferta real, viable y sobre todo pública para beneficio de la población de la zona.
Actualmente existe una sede del Instituto Tecnológico de Zongolica en las antiguas instalaciones que ocupaba la UV, en donde estudian alrededor de 1500 alumnos, de lunes a viernes sistema escolarizado y los sábados, sistema abierto.

## Deportes
En Nogales no hay equipos profesionales de algún deporte en especial (béisbol, futbol, voleibol, etc.) asentados en la ciudad, sin embargo existe un gran número de equipos amateurs, agrupados en las distintas ligas de la Ciudad, en los diferentes deportes, además de varias instalaciones para practicarlos:
- Liga Municipal de Fútbol
- Liga Municipal de Basquetbol

### Instalaciones deportivas
- Campo municipal de Nogales: canchas de fútbol y estadio de béisbol
- Campo deportivo FAMOSA: dos canchas de fútbol y dos canchas de baloncesto
- Campos deportivos del rincón de las doncellas: canchas de fútbol y un campo de béisbol
- Gimnasio deportivo de la Esc. Secundaria "Francisco Javier Clavijero": Cancha de baloncesto
- Unidad habitacional "Rafael Moreno": Cancha de baloncesto
- Unidad habitacional "Carmen Serdán": Cancha de baloncesto

Salud
En el municipio de Nogales existen 3 centros de salud pertenecientes a la secretaría de salud del estado de Veracruz los cuales son: el centro de salud urbano de Nogales, el centro de salud semiurbano el Encinar, y el centro de salud rural de Rancho Viejo. Y una unidad de medicina familiar perteneciente al Instituto Mexicano del Seguro Social.
De las tenemos que el centro de salud de nogales, es de características urbanas, con una cobertura de hasta el 70% de la población, dado que sus fiales son desde población abierta, usuarios del seguro popular o cualquier otra institución de salud. Le sigue la unidad de Medicina Familiar de Nogales del IMSS que tiene una cobertura del 47% de la población con la limitantes que solo atiende fiales a su institución. Los dos últimos son de características semiurbanas con una limitada población alrededor de su área de influencia que abarca alrededor del 10% de la población.